# Santissima Annunziata (Arezzo)

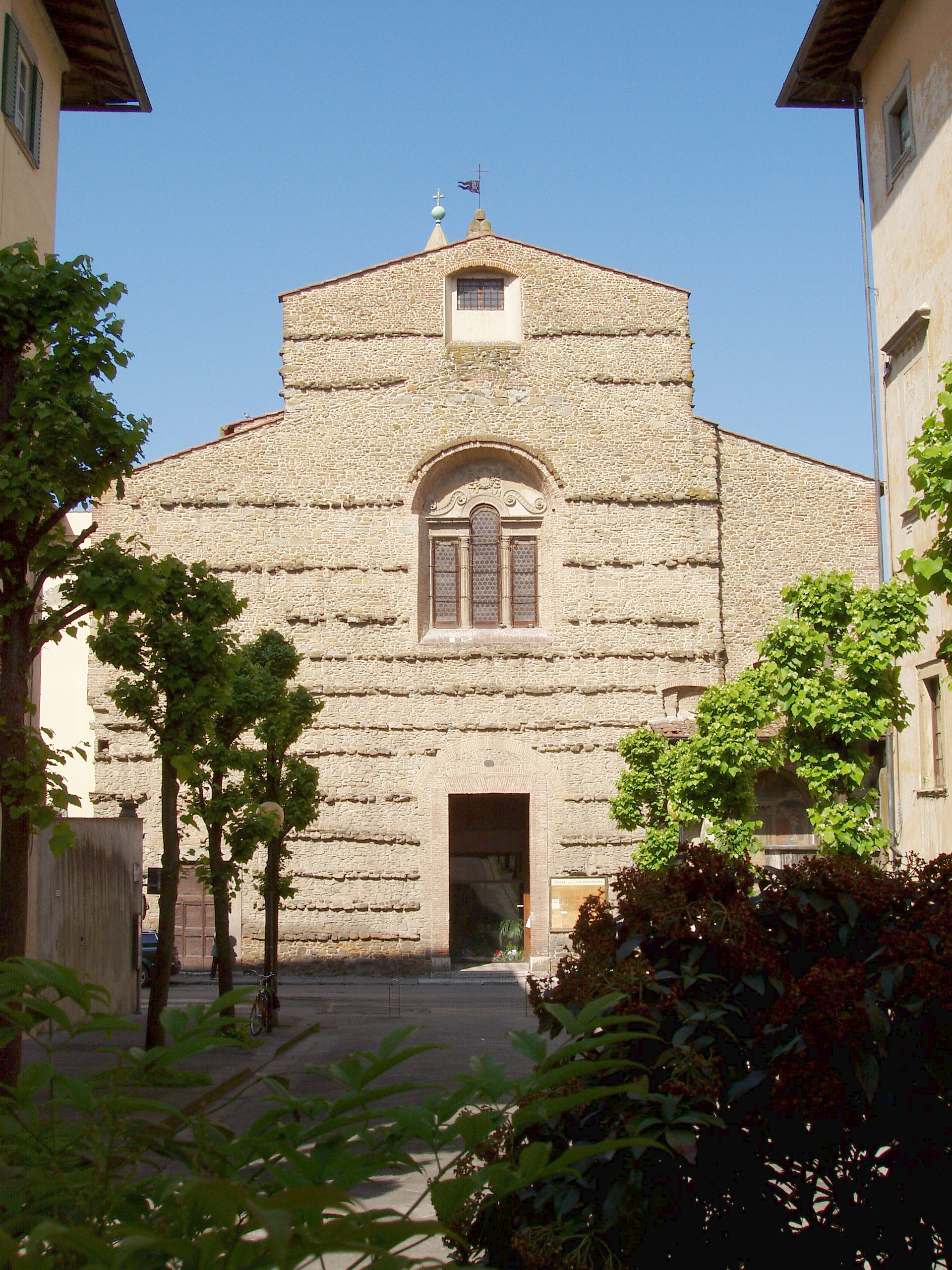
Die Fassade zur Via Giuseppe Garibaldi

Die Santissima Annunziata, örtlich und in der Literatur auch nur verkürzt Annunziata, ist eine Kirche in der toskanischen Stadt Arezzo. Das heutige Kirchengebäude wurde im frühen 16. Jahrhundert fertiggestellt und gilt das wichtigste kirchliche Gebäude der Hochrenaissance in Arezzo.

## Lage und Namen
Die Kirche liegt am westlichen Rand der Altstadt von Arezzo an der Via Giuseppe Garibaldi, etwa 400 Meter westlich der Kathedrale von Arezzo. Zum Zeitpunkt der Entstehung des Vorgängerbaus lag sie außerhalb der Stadtbefestigung. Ihren Namen und ihr Patrozinium hat sie nach der Verkündigung Mariä, ital.: Santissima Annunziata.

## Geschichte und Baugeschichte

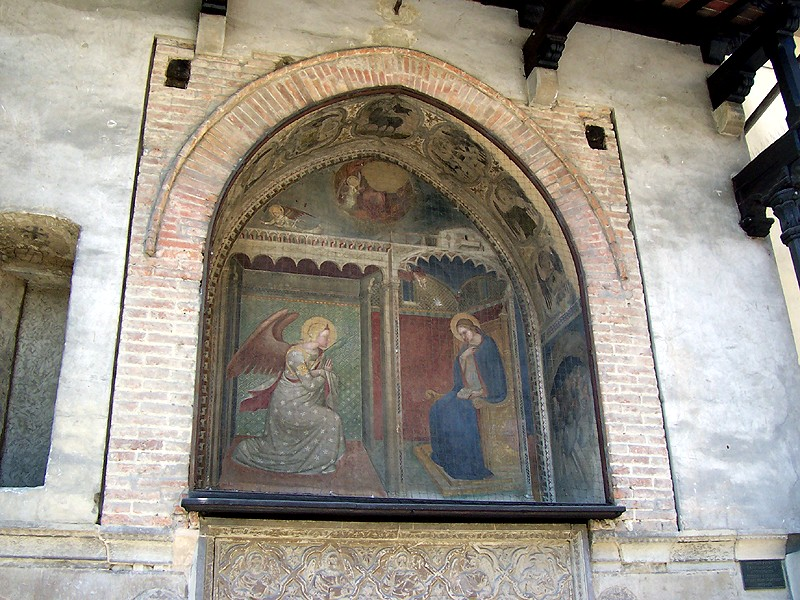
Das Fresko der Verkündigung von Spinello Aretino über dem originalen Portal auf der rechten Achse der Fassade, etwa 1370

Ein erster Bau an dieser Stelle stammt aus dem 14. Jahrhundert, es war ein Oratorium, das bereits den Namen der heutigen Kirche trug. Etwa ab 1490/ 1491 wurde die heutige Kirche im Wesentlichen errichtet. Die Pläne für das neue Gebäude stammen von Bartolomeo della Gatta, was insoweit ungewöhnlich ist, als dieses das einzige von ihm überlieferte Bauwerk ist, della Gatta war Kamaldulensermönch und eigentlich nur als Maler tätig. Er starb 1502, danach wurden die Arbeiten von Antonio da Sangallo d. Ä. bis 1517 fertiggestellt. da Sangallo erweiterte die Pläne um den Bau der östlichen Vorhalle bis auf die rechte Seite der Fassade.

## Fassade
Die Fassade ist bis auf die rechte Achse unverziert, lediglich ein nischenähnliches Rundbogenfenster über dem Portal und oberhalb dessen ein Segmentbogenfenster schmücken sie etwas. Rechts hat sich noch das Portal des Vorgängerbaus erhalten sowie oberhalb dessen ebenfalls ein Fresko, das Spinello Aretino eben für das Oratorium schuf, datiert wird es um das Jahr 1370. Es stellt, dem Patrozinium der Kirche nach, eine Verkündigungsszene dar. Es wird von einem hölzernen Baldachin geschützt.

## Innenraum

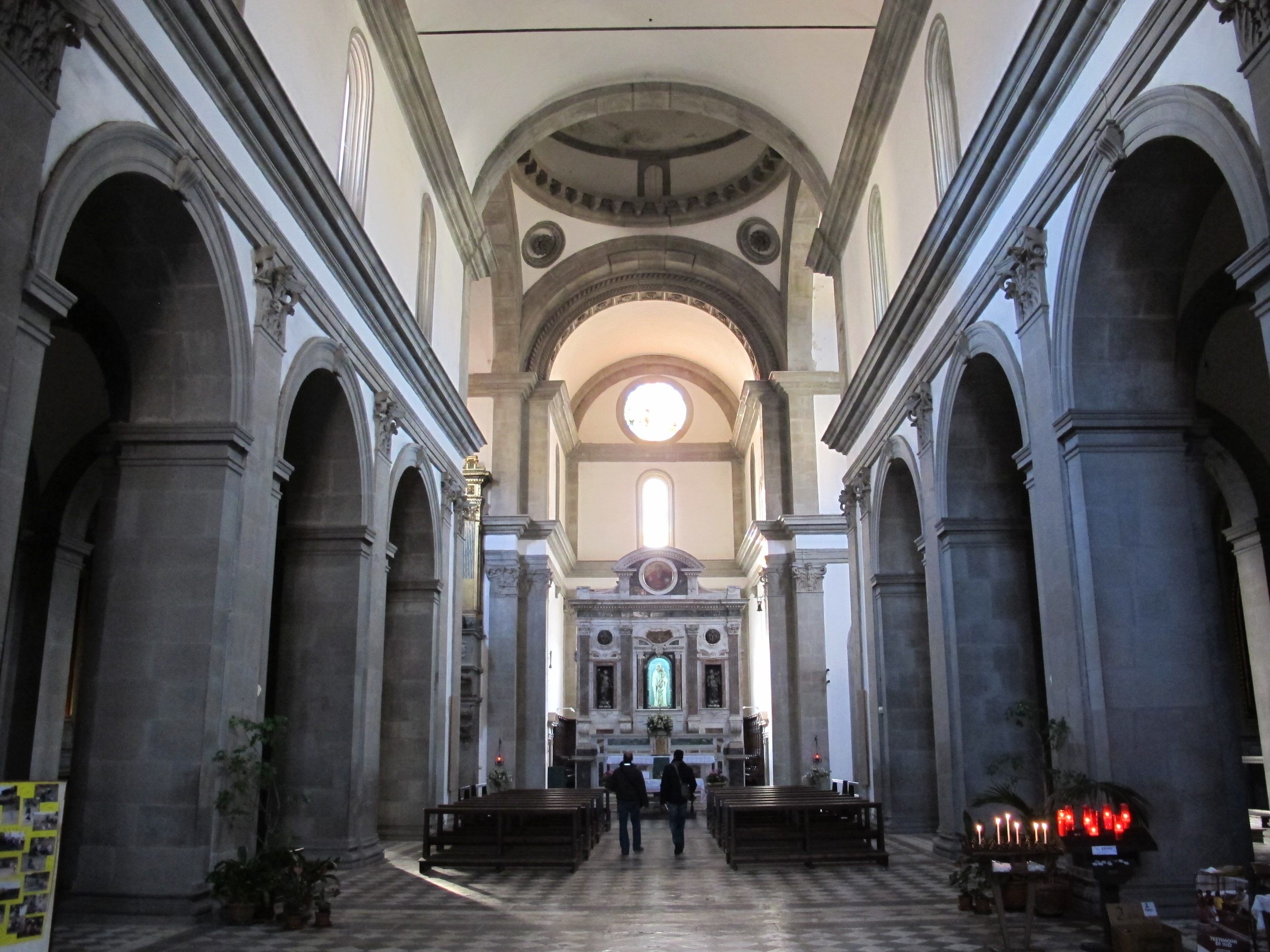
Blick durch das Mittelschiff zum Hochaltar

Die Kirche hat eine basilikale Grundstruktur, dementsprechend verfügt sie über drei Kirchenschiffe mit erhöhtem Mittelschiff, die Architektur folgt florentinischen Vorbildern, genannt wird beispielsweise Brunelleschis Santo Spirito. Die Seitenschiffe waren ursprünglich nicht durchgehend, sondern als Konchenkapellen angelegt, erst später wurden sie durch die heutige Struktur abgelöst. Die Vierung ist überkuppelt, in den Pendentifs sind Terrakottarosetten eingefügt. Ebenfalls mit Rosetten verziert ist der Unterzug des Triumphbogens zum Chor hin.
Die bedeutende Architektur des Innenraumes beruht auf dem Verzicht auf Freskierung oder anderem bildlichen Schmuck. Den die Arkadenbögen tragenden Pfeiler sind Pilaster der korinthischen Ordnung vorgestellt. In der Vorhalle werden die, auch seitlich, gestellten Arkaden von Säulen getragen. Die Kirchenschiffe werden von Tonnengewölben überspannt. Die Architektur wird mit anderen wichtigen Bauten aus der Zeit verglichen, so etwa Madonna di San Biagio bei Montepulciano oder Madonna del Cancinaio in Cortona.
Der Hochaltar ist aus Marmor gefertigt, vier kannelierte Pilaster, ebenfalls Korinthischer Ordnung, gliedern den Aufbau. Es ist eine Arbeit von Rodolfo Sirigatti, entstanden etwa 1599/1600 oder 1601. Im Mittelpunkt des Altars ist die Statue Madonna mit Kind eingestellt. Die Terrakottafigur ist eine Arbeit Michele da Firenzes und entstand etwa 1433 bis 1438.